# Ohridska književna škola
Ohridska književna škola (staroslavenski: Охрїдьска кънижьна схола; makedonski: Охридска книжевна школа; bugarski: Охридска книжовна школа) bila je najstarija obrazovna institucija na području (slavenske) Makedonije.
Osnovao ju je godine 886. sveti Klement Ohridski na poticaj bugarskog vladara Borisa I., istovremeno s Preslavskom književnom školom. Predstavljala je važno središte pismenosti i kulture među Slavenima uopće. U njoj su se na staroslavenski prevodile crkvene knjige. Od početka se u njoj koristila glagoljica da bi se od 13. stoljeća počela koristiti ćirilica.